# Боа Виста
Боа Виста (порт. Boa Vista) град је у Бразилу у савезној држави Рораима. Према процени из 2007. у граду је живело 247.762 становника.

## Становништво
Према процени из 2007. у граду је живело 247.762 становника.
| 1991.   | 2000.   |
| ------- | ------- |
| 144,249 | 200,568 |